# Округ Броды
О́круг Бро́ды (нем. Bezirk Brody, Бродский уезд, пол. Powiat brodzki) — административная единица коронной земли Королевства Галиции и Лодомерии в составе Австро-Венгрии, существовавшая в 1867—1918 годах. Административный центр — Броды.
Площадь округа в 1879 году составляла 18,6335 квадратных миль (1072,17 км²), а население 116 762 человек. Округ насчитывал 124 населённых пункта, организованные в 110 кадастровых муниципалитета. На территории округа действовало 2 районных суда — в Бродах, Лопатине, Заложцах и Олеско.
1 сентября 1911 года судебный округ Заложцы из Округа Броды был передан округу Зборов
После Первой мировой войны округ вместе со всей Галицией отошёл к Польше.